# Ibn al-Furat al-Misrí
Nàssir-ad-Din Muhàmmad ibn Abd-ar-Rahim ibn Alí ibn al-Hàssan ibn Muhàmmad ibn Abd-al-Aziz ibn Muhàmmad al-Hanafí al-Misrí (àrab: ناصر الدين محمد بن عبد الرحيم بن علي بن الحسن بن محمد بن عبد العزيز بن محمد الحنفي المصري, Nāṣir al-Dīn Muḥammad b. ʿAbd al-Raḥīm b. ʿAlī b. al-Ḥasan b. Muḥammad b. ʿAbd al-ʿAzīz b. Muḥammad al-Ḥanafī al-Miṣrī), més conegut com a Ibn al-Furat al-Misrí (àrab: ابن الفرات المصري, Ibn al-Furāt al-Miṣrī) o com Xams-ad-Din (àrab: شمس الدين, Xams ad-Dīn) (el Caire, 1334-1405), fou un historiador egipci.
Va escriure una història universal (Tarikh ad-dúwal wa-l-muluk). No fou molt valorada al seu temps i no se'n coneixen gaire còpies fora dels documents manuscrits. És interessant per la gran quantitats de fonts que empra, que a més són de tota mena, cristianes, xiïtes i sunnites.